# Сапата, Карен
Лидия Карен Сапата Кампос (исп. Lidia Karen Zapata Campos; род. 28 декабря 1982, Ферреньяфе) — перуанская шахматистка, международный мастер среди женщин (1999).

## Биография
В 1999 году в Сантьяго победила на юношеском чемпионате Панамерики по шахматам среди девушек в возрастной группе U20, а в 2000 году в Бенту-Гонсалвис победила на юношеском чемпионате Панамерики по шахматам среди девушек в возрастной группе U18. В 2002 году в Ла-Пасе была второй на Панамериканском кубке по шахматам среди девушек в возрастной группе U20. В августе 2005 года была второй на американском континентальном чемпионате по шахматам среди женщин, только в тай-брейке уступив аргентинской шахматистке Клаудии Амуре. Четыре раза побеждала на чемпионатах Перу по шахматам среди женщин (2000, 2002, 2003, 2004). В октябре 2005 года, после победы на зональном турнире ФИДЕ стран Южной Америки, она квалифицировалась на чемпионат мира по шахматам среди женщин. В 2006 году в Екатеринбурге участвовала на чемпионате мира по шахматам среди женщин, где в первом туре победила Екатерину Лагно, а во втором туре проиграла Светлане Матвеевой. После повторной победы в 2007 году в Трухильо в зональном турнире ФИДЕ, где ей удалось опередить свою соотечественницу Дейси Кори, отобралась на 2008 году в Нальчике, но отказалась от участия, и ее соперница в первом туре Антоанета Стефанова без борьбы прошла во второй тур.
Представляла Перу на трех шахматных олимпиадах (2002—2006).